# Edmond Geffroy

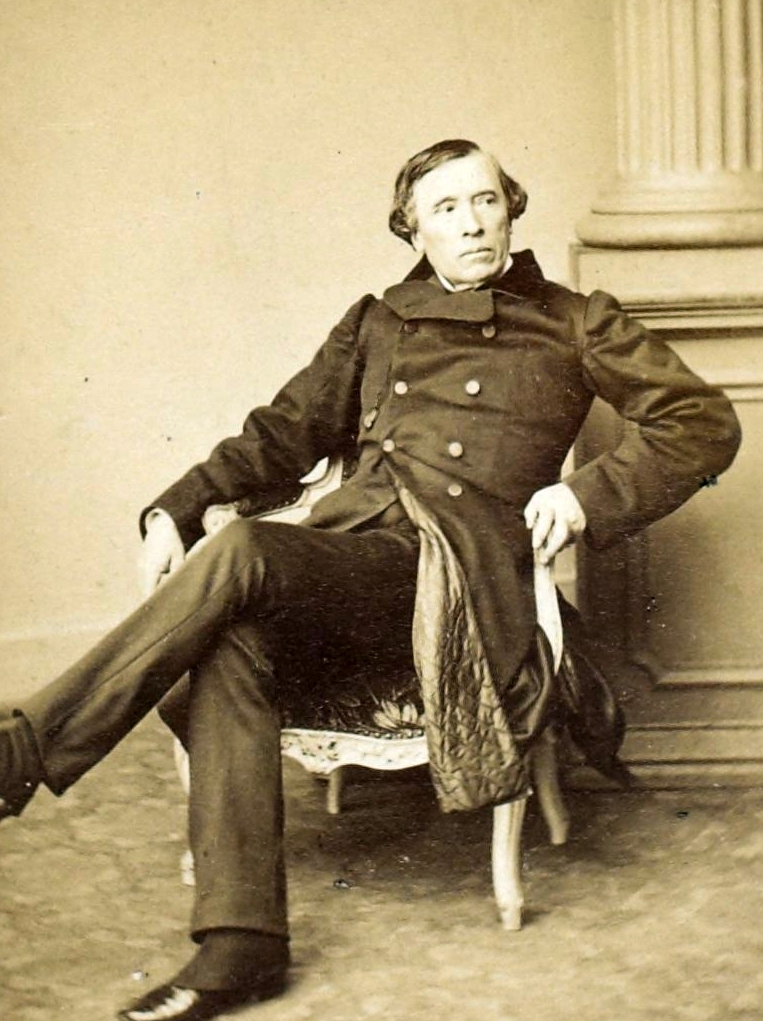
Edmond Geffroy

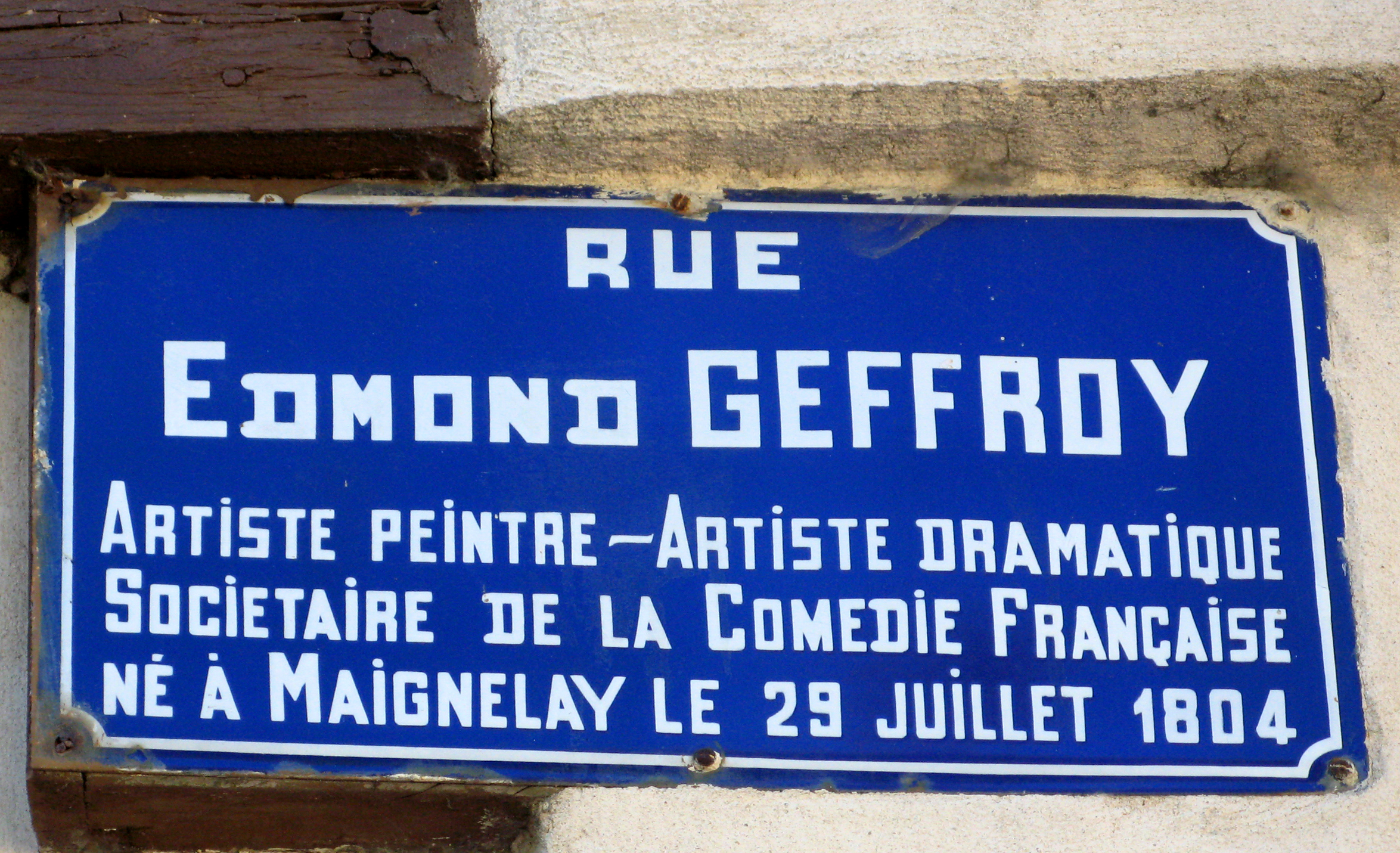
Straßenschild in seinem Geburtsort

Edmond Aimé Florentin Geffroy, kurz Edmond Geffroy (* 29. Juli 1804 in Maignelay; † 8. Februar 1895 in Saint-Pierre-lès-Nemours), war ein französischer Schauspieler und Maler.

## Leben
Nach seinem Abschluss am Collège in Antwerpen arbeitete er bei einem dortigen Juristen und später im selben Beruf in Senlis. Wie er an die Comédie-Française kam, ist unbekannt, aber er debütierte dort im Jahr 1829 in der Rolle des Oreste in Jean Racines Tragödie Andromaque.
Obwohl sein Äußeres ihn scheinbar nicht für jede Rolle geeignet erscheinen ließ und seine Stimme eher unangenehm war, kam es ihm sehr entgegen, dass Perrier nicht mehr jede Rolle annahm. Das bewog Casimir Delavigne, ihm die Rolle des Nemours in seiner Tragödie Louis IV anzubieten. Auch Alfred de Vigny fand Gefallen an Geffroy und bot ihm die Rolle des Chatterton im gleichnamigen Drama an. Aus dieser Zeit stammt der gute Ruf als Schauspieler, der ihn ab da begleitete. In dieser Zeit heiratete er auch Eulalie Dupuis, die Tochter seiner Schauspielkollegin Rose Dupuis.
Vielseitig interessiert nahm Geffroy ab dieser Zeit Malunterricht bei Eugène Emmanuel Amaury-Duval. Dabei beschäftigte er sich häufig mit dem Ausdruck der Körperhaltung, Gang und der Wirkung von Kostümen seiner aktuellen Rollen.
Die Aufnahme in die Société de la Comédie-Française erfolgte im Jahr 1835 und er wurde zur festen Größe der Comédie. Besondere Aufmerksamkeit wurde ihm 1843 von Victor Hugo zuteil, der seine Verkörperung des Otbert in Die Burggrafen in den höchsten Tönen lobte und sein Talent als Schauspieler, als auch als Maler, hervorhob. Ebenso Jacques Arago, der befand, dass Geffroy als Maler auf der Leinwand und als Maler auf der Bühne nicht nur die Komödie beherrschte, sondern in der Tragödie noch besser war, ein Künstler erster Ordnung sei.
Geffroys Karriere währte lange und er wurde schließlich Doyen des Ensembles. Nach insgesamt 36 Jahren Bühnenpräsenz, im Jahr 1865, gab er seine Abschiedsvorstellung, wiederum in der Tragödie Louis IV, jedoch diesmal in der Rolle des Königs. Er zog sich daraufhin mit seiner Frau und seinen Schwiegereltern nach Saint-Pierre-lès-Nemours zurück. Allerdings trieb ihn die Unruhe dazu, auch nach seinem Bühnenabschied für einzelne Inszenierung auf der Bühne zu stehen. Da er eine Pension der Comédie erhielt, war er aber auf die Gagen nicht angewiesen.

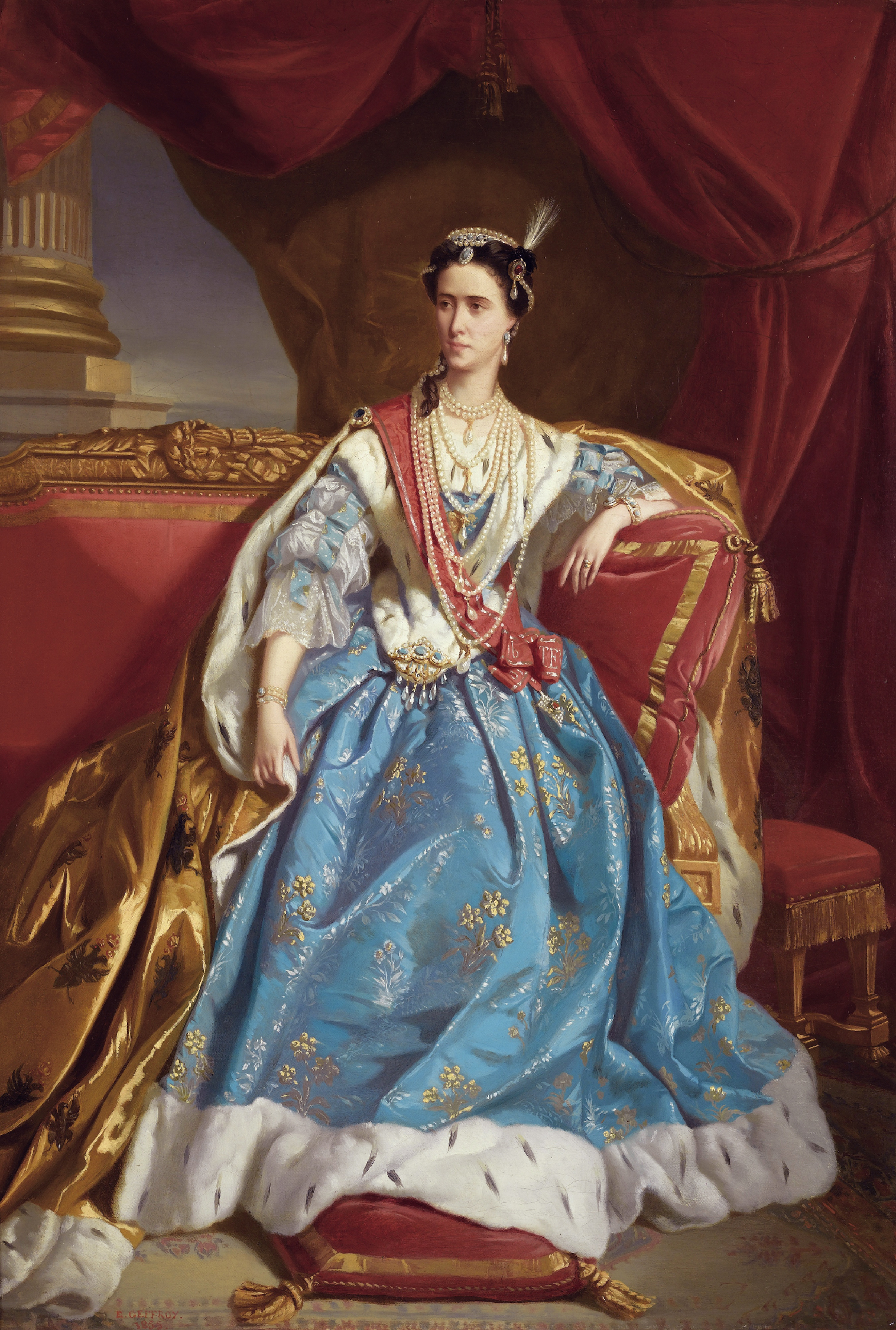
Bildnis seiner Kollegin Rachel

Seine wertgeschätzten Gemälde waren mit der Comédie verbunden. So malte er seinen Kollegen Monvel im Bühnenkostüm oder eine Szene aus Molières Ballettkomödie George Dandin. Ein Porträt seines Kollegen Adolphe Tranchant wurde 1840 sogar am Salon de Paris angenommen. Außerdem stammen von ihm zwei Gruppengemälde der Comédie, in denen er, ebenfalls 1840, 34 seiner Kollegen verewigte, sowie 1864, wo er 26 Kollegen auf die Leinwand bannte. Beide Gemälde befinden sich im Besitz der Comédie. Weitere Erfolge stellten die Porträts Mademoiselle Denains, das 1848 im Salon de Paris ausgestellt wurde, und sein Bild von Arsène Houssaye als Molière mit seinen Figuren dar, das 1857 auch dort angenommen wurde. Dafür wurde Geffroy von Napoleon III. mit mehreren Medaillen ausgezeichnet. Neben seinem Hauptwerk sind sowohl Motive mit historischen als auch religiösen Themen, wie die Jungfrau mit Kind, bekannt. 
Nach zwanzigjährigem Dasein als Witwer, starb Geffroy 90-jährig in seinem letzten Domizil und wurde auf dem Friedhof in Maignelay-Montigny beigesetzt. Schließlich fand im Jahr 1997 postum eine Retrospektive seiner Werke im Muśee de l’Oise statt.